# أرت دونكان
أرت دونكان هو لاعب هوكي الجليد كندي، ولد في 4 يوليو 1894 في سو ساينت ماري في كندا، وتوفي في 13 أبريل 1975 في أورورا في كندا.

## وصلات خارجية
- أرت دونكان على موقع دوري الهوكي الوطني (الإنجليزية)
- أرت دونكان على موقع قاعة مشاهير الهوكي (لاعب أن.إتش.أل) (الإنجليزية)
- أرت دونكان على موقع HockeyDB.com (الإنجليزية)
- أرت دونكان على موقع Hockey-Reference.com (الإنجليزية)